# Kamau Muata Adilifu
Kamau Muata Adilifu (* 8. November 1944 in New York City als Charles Sullivan) ist ein US-amerikanischer Jazz-Trompeter und Flügelhornist.

## Leben und Wirken
Kamau Muata Adilifu wurde von seinem Onkel, dem Trompeter Hubie James, unterrichtet. Dessen Band gehörte er von 1954 bis 1956 sowie 1961/62 an. Dort begann auch seine Karriere. Von 1962 bis 1967 studierte er an der Manhattan School of Music, spielte daneben in Theaterbands und 1967 mit der Donald McKayle Dance Company. Ende der 1960er arbeitete er dann  bei Lionel Hampton und in Roy Haynes’ Hip Ensemble.
Anfang der 1970er Jahre gehörte er dem Count Basie Orchestra (1970), der Band von Lonnie Liston Smith (1971), der New York Jazz Repertory Company (1973) und dem Abdullah Ibrahim Ensemble (African Space Program, 1973), den Bands von Bennie Maupin (The Jewel in the Lotus 1974) und Carlos Garnett (Black Love) und den 1974 dem Orchester von Mel Lewis an. Nachdem er 1975 bei Sonny Fortune gespielt hatte, gründete er eine kurzlebige Big Band namens Black Legacy; von 1975 bis 1980 leitete er außerdem ein Quartett/Quintett.
Anfang der 1980er Jahre arbeitete er mit der Jazzmobile Dream Band, in The George Gruntz Concert Jazz Band und 1981 im Mercer Ellington Orchester. 1981 begann seine Zusammenarbeit mit McCoy Tyner, zu hören u. a. auf dessen Album 13th House (1981) oder der Bigband-Produktion Uptown-Downtown von 1988. Im Jahr 1995 arbeitete er mit John Clark.